# Цейгер, Карл Людвиг Филипп
Карл Людвиг Филипп Цейгер (нем. Carl Ludwig Philipp Zeyher, 2 августа 1799, Дилленбург — 30 декабря 1858, Кейптаун) — немецкий ботаник, коллекционер насекомых, исследователь природы Южной Африки, племянник Иоганна Цейгера.
В 1822 году вместе с Зибером отправился для сбора растений на остров Святого Маврикия, а в следующем году переселился на мыс Доброй Надежды, где и остался, путешествуя и исследуя флору Южной Африки.
Личный гербарий Цейгера хранится в Южно-Африканском музее.
Вместе с Христианом Эклоном издал две тетради: «Enumeratio plantarum Africae australis extratropicae» (Гамбург, 1834—1837).
Именем Цейгера назван род растений Zeyheria Mart. семейства Бигнониевые (Bignoniaceae) и большое число видов. Род растений Englerophytum K.Krause семейства Сапотовые (Sapotaceae) ранее в честь Цейгера назывался  Zeyherella (Pierre ex Engl.) Aubrév., но теперь это название входит в синонимику рода.